# أندرياس شميت (أستاذ جامعي)
أندرياس شميت (بالألمانية: Andreas Schmidt)‏ هو مغني أوبرا ومغني ألماني، ولد في 30 يوليو 1960 في دوسلدورف في ألمانيا.

## وصلات خارجية
- أندرياس شميت على موقع IMDb (الإنجليزية)
- أندرياس شميت على موقع ميوزك برينز (الإنجليزية)
- أندرياس شميت على موقع أول ميوزيك (الإنجليزية)
- أندرياس شميت على موقع ديسكوغز (الإنجليزية)